# لی ریدزی‌ویل
لی رِیدزی‌ویل (انگلیسی: Lee Radziwill؛ زادهٔ ۳ مارس ۱۹۳۳ – درگذشته ۱۵ فوریه ۲۰۱۹) یک هنرپیشه اهل ایالات متحده آمریکا بود.
او خواهر کوچکِ ژاکلین کندی اوناسیس است و نامش در سال ۱۹۹۶ میلادی وارد «فهرست بین‌المللی شیک‌پوش‌ترین افراد» شد.
وی همچنین برنده جوایزی همچون نشان لژیون دونور شده‌است.